# 北山緑化植物園
北山緑化植物園（きたやまりょくかしょくぶつえん）は兵庫県西宮市にある植物園。1982年に開園した。総面積は9ヘクタール。

## 概要
緑と花に溢れる園内には260種1500株の温室植物を栽培する「展示温室」、「緑の相談所」、日本庭園（荒木芳邦作庭）と数寄屋造の山荘「北山山荘」、「夙川の水遊び場」、「植物生産研究センター」、そして姉妹都市である中国紹興市の名園「蘭亭」と「墨華亭」を再現した「小蘭亭」と「北山墨華亭」等の施設が点在する。
北山山荘では抹茶の有料サービスも行っている。
また環境省により花粉量の測定器が設置されており、関西の花粉量の観測を行っている。

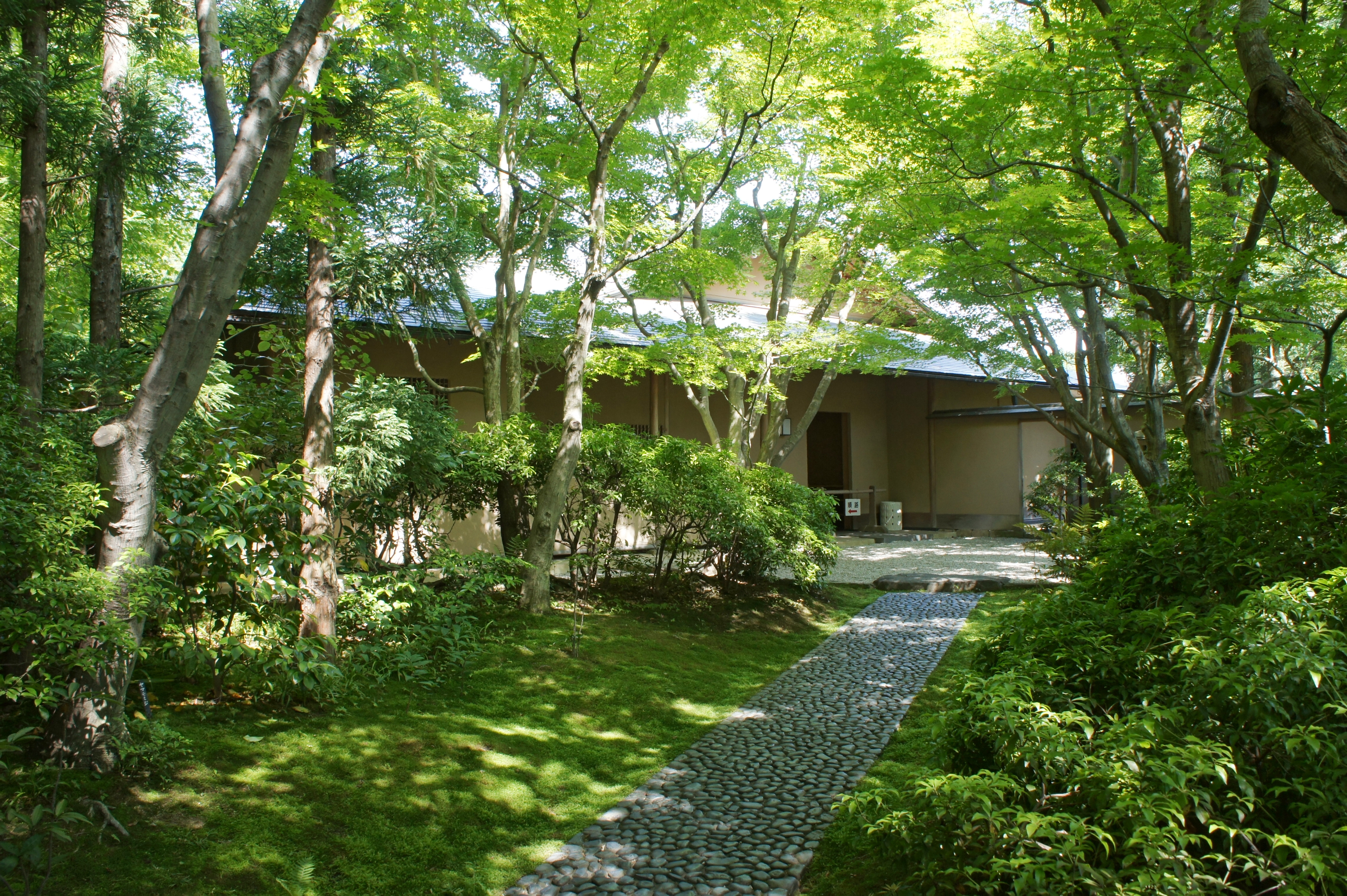
北山山荘
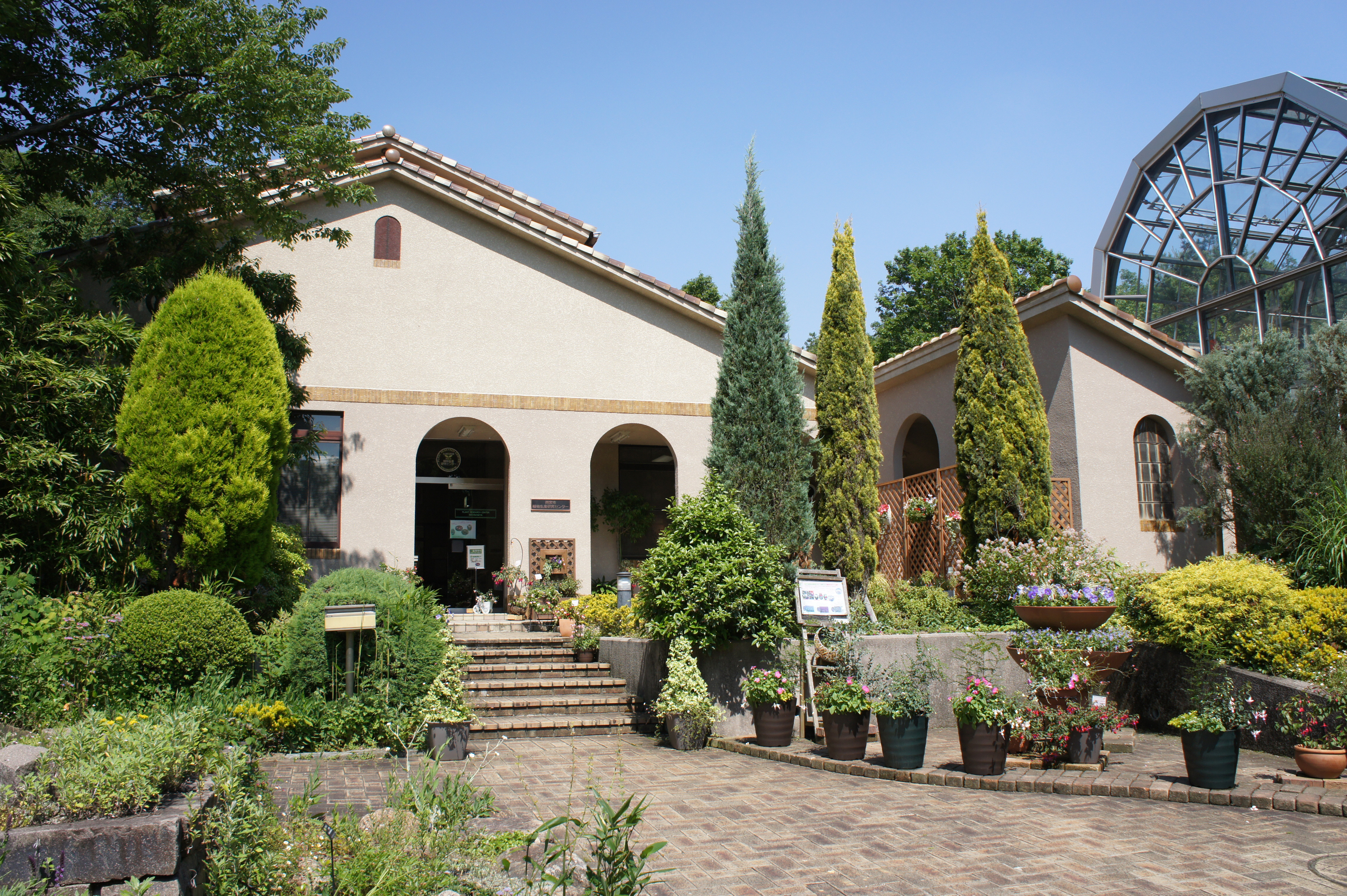
植物生産研究センター
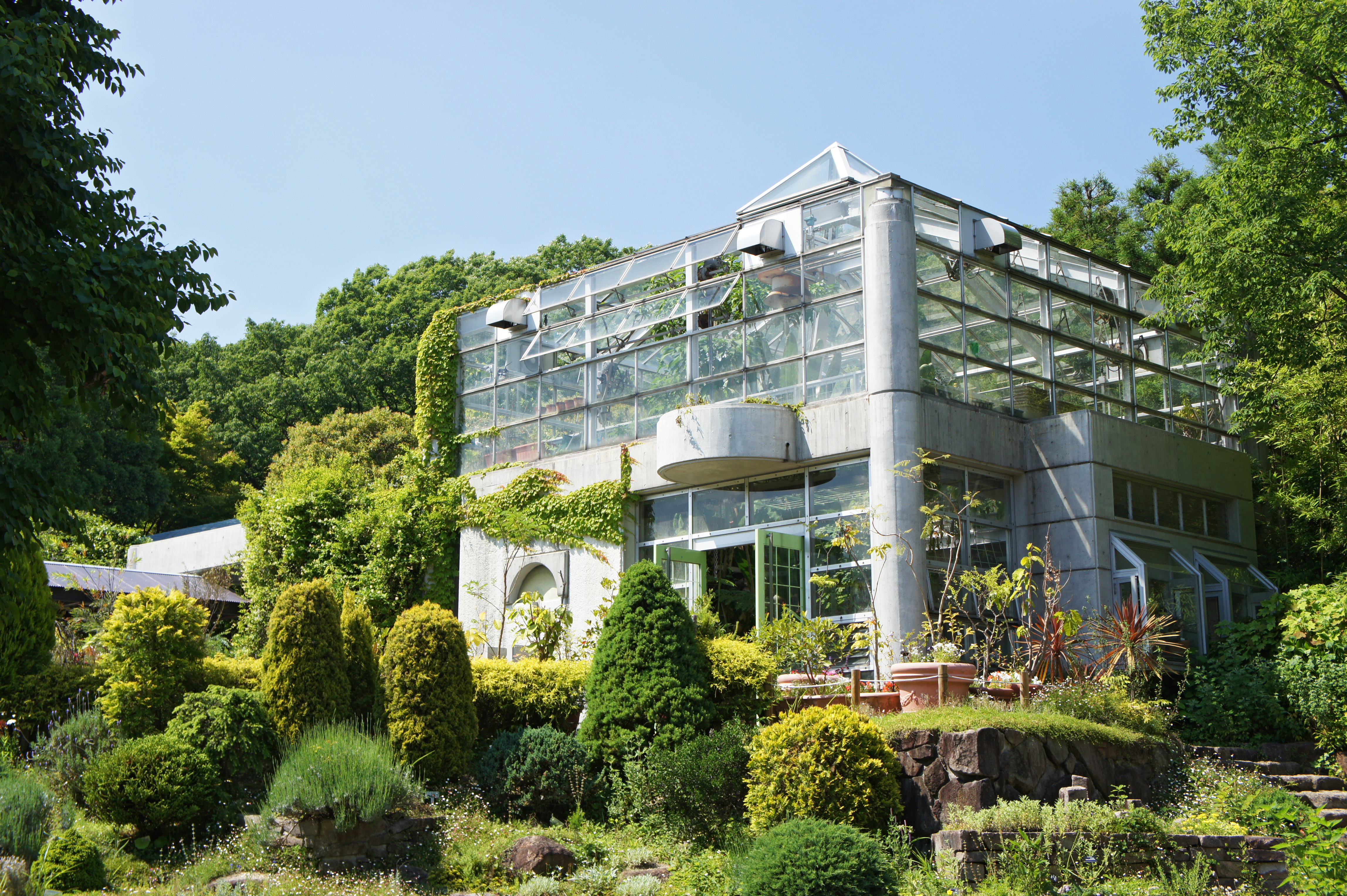
展示温室
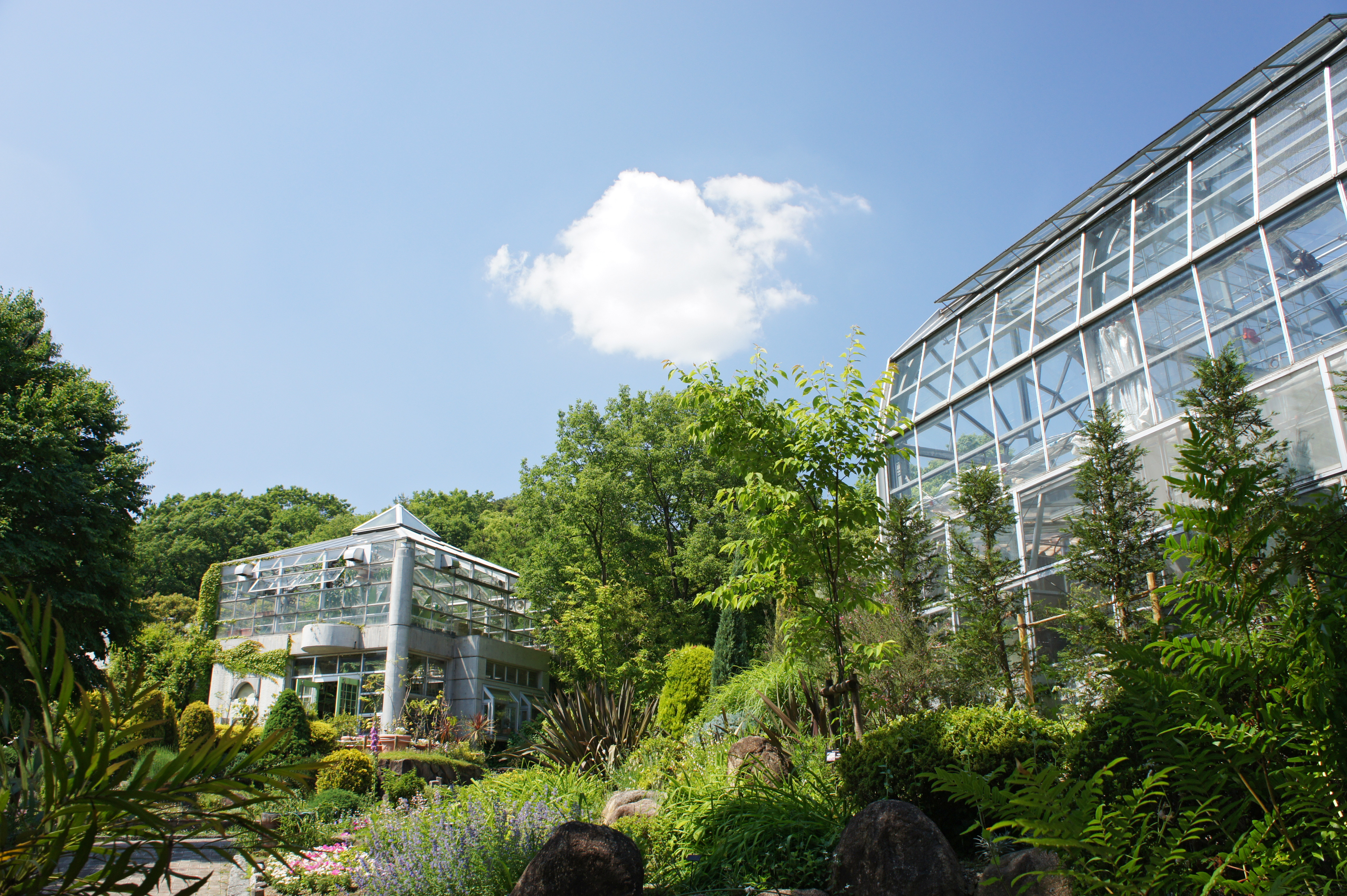
植物生産研究センター温室（手前）
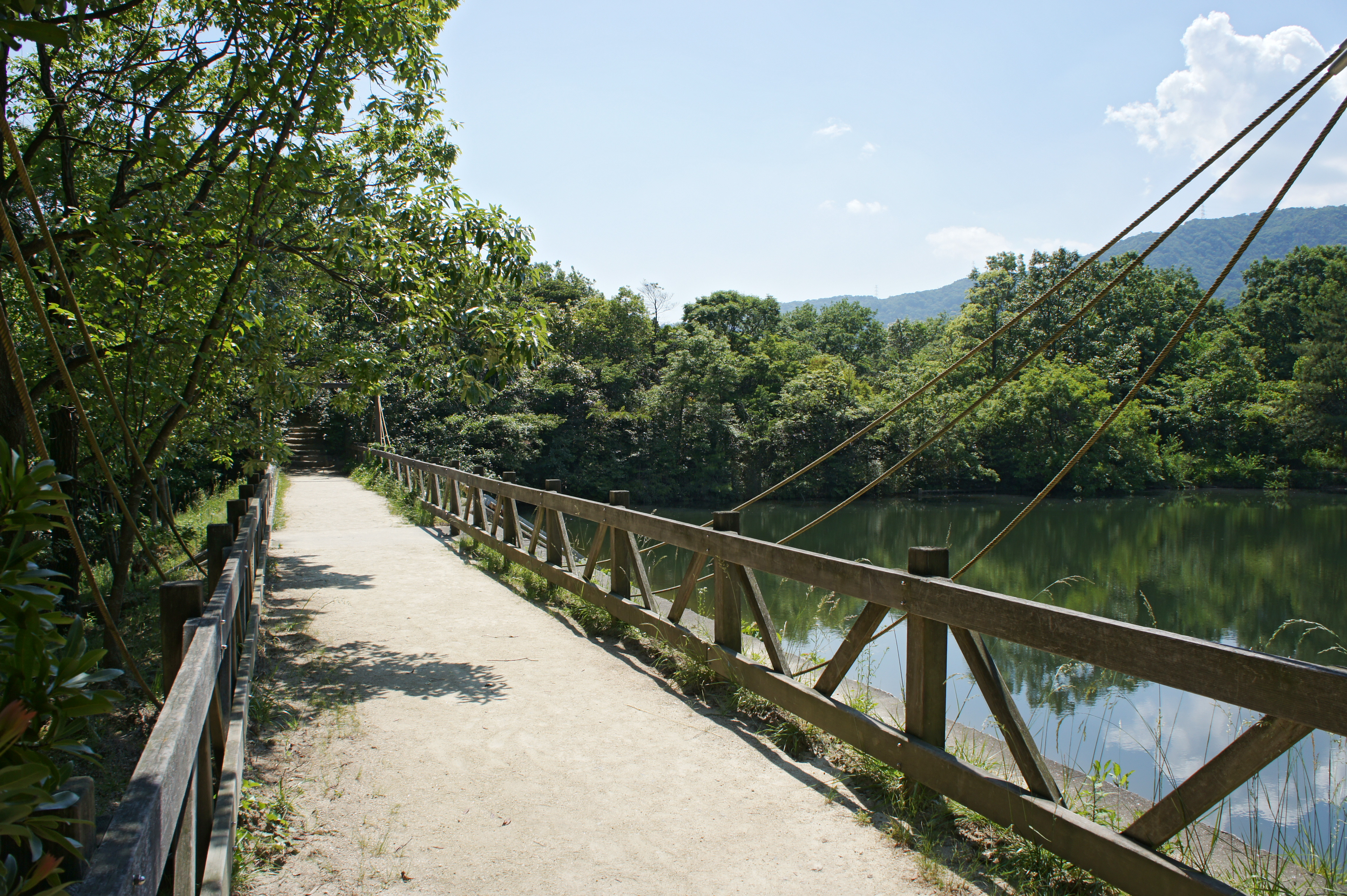
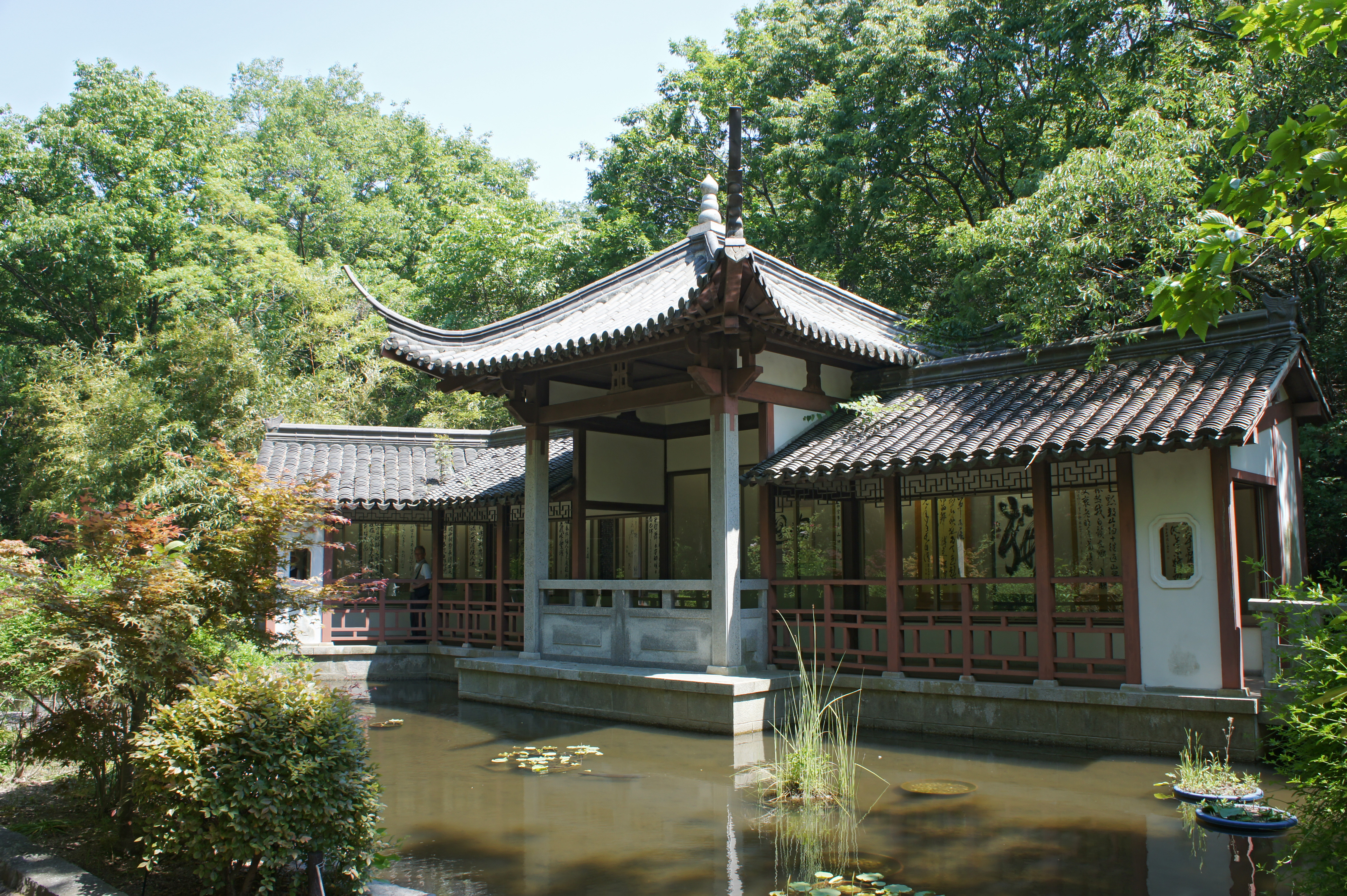
北山墨華亭
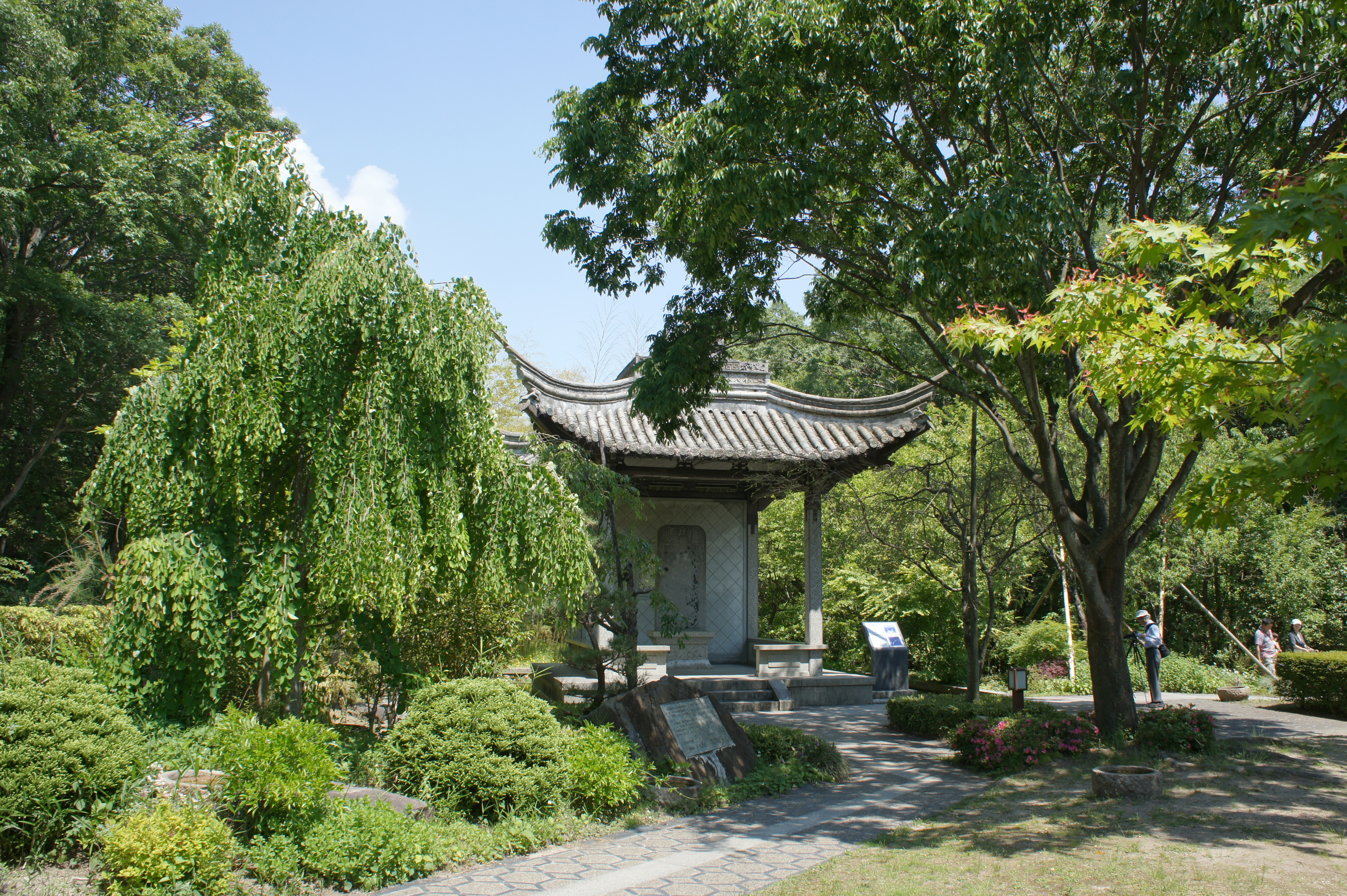
小蘭亭

## 開園日時・休館日
- 開園日時 - 年中無休・終日
  - 緑の相談所・温室・山荘の一般公開は金・土・日の午前10時-午後4時
  - 休館日 - 毎週水曜日と年末年始（12月29日～1月3日）

## 所在地
- 〒662-0091 兵庫県西宮市北山町1-1

## 交通アクセス
- 阪急電鉄（神戸本線・甲陽線）夙川駅からバス「柏堂町」下車すぐ
- 阪急夙川駅からタクシー10分

## 周辺情報
- 堀江オルゴール博物館
- 黒川古文化研究所